# منطقة بال

نظام التلفاز حسب الدولة. الدول التي تستخدم نظام بال تظهر باللون الأزرق.

منطقة بال (بال هي اختصار خط تناوب الصورة) هي منطقة إعلام تلفازي تغطي معظم آسيا و‌أفريقيا و‌أمريكا الجنوبية و‌أوقيانوسيا. تسمى بهذا الاسم لأن تلفاز بال المعياري التقليدي يستخدم في تلك المناطق، في مقابل إن تي إس سي المعياري التقليدي المستخدم في اليابان ومعظم أمريكا الشمالية.
معظم ألعاب الفيديو المصممة على أنها جزء من المنطقة لن تُلعب على منصات مناطق إن تي إس سي-يو/سي أو إن تي إس سي-جي بسبب الإغلاق الإقليمي. بينما أن هذا هو الشائع حدوثه إلا أن بعض ألعاب إكس بوكس و‌إكس بوكس 360 مشفرة بطريقة حرية المناطق، بسبب أن سياسة مايكروسوفت هي ترك القرار للناشرين. لدى سوني سياسة مشابهة لمنصة بلاي ستيشن بورتبل، لكن معظم الناشرين يختارون ألا يشفروا منطقة على ألعابهم ذات أقراص الوسائط العامة. ألعاب بلاي ستيشن 3 ذات أقراص بلو راي حرة المناطق باستثناء بيرسونا 4 أرينا. بلاي ستيشن 4 و‌إكس بوكس ون حران المناطق تمامًا، سامحين بالاستخدام في جميع المناطق المعيارية، برغم أن إكس بوكس ون كان مخططًا له أن يكون له إغلاق إقليمي قبل تغيير ذلك بسبب غضب المستهلكين. جميع منصات نينتندو المنزلية ما عدا نينتندو سويتش لديها إغلاق إقليمي إما باستخدام تشفير برمجي أو الاختلافات الفيزيائية في الوسائط والمنصات.
في المقابل، معظم منصات نينتندو المحمولة ليست مقيدة بالإقليم، مع الأنظمة التاريخية الأخرى (نيو جيو بوكيت و‌سيجا جيم جير... إلخ)، ما عدا منصة نينتندو دي إس آي جزئيًا ومنصة نينتندو 3دي إس واللذان يتميزان بالإغلاق الإقليمي لبرمجيات خاصة لمنصة دي إس آي و3دي إس (مثل ألعاب وتطبيقات دي إس آي وير).
تستخدم أستراليا نسخة بال للألعاب فقط لمنصات وي و‌بلاي ستيشن 3 وأحيانًا إكس بوكس 360. ألعاب نينتندو دي إس في أستراليا تستخدم إما تحويلاتهم الخاصة أو تحويلات من أمريكا الشمالية لتقليل تأخر تواريخ الإصدار للألعاب، ولكن بعض الموزعين يستخدمون النسخ الأوروبية لأنهم منحازون لشركات أوروبية فرعية معينة (مثل كونامي وكابكوم أوروبا) لأسباب غير معلومة.
لأن معظم المنصات المحمولة تستخدم أنظمة الإظهار الخاصة بها، فإن عدم التوافق الناتج من تباين أنظمة التلفاز ليست لها صلة بالموضوع. مع ذلك، فإن نفس المناطق توجد لأغراض توزيعية وتحويلية.

## منطقة الإصدار
نطاق منطقة البال يختلف باختلاف الأنظمة والناشرين. الدول الآتية والمناطق مصنفة بشكل طبيعي على أنها منطقة إصدار بال:
- إثيوبيا
- أذربيجان
- الأرجنتين
- الأردن
- أرمينيا
- إريتريا
- إسبانيا
- أستراليا
- إستونيا
- إسرائيل
- أفغانستان
- ألبانيا
- ألمانيا
- الإمارات
- إندونيسيا
- أنغولا
- أوروغواي
- أوغندا
- أوكرانيا
- إيران
- أيرلندا
- آيسلندا
- إيطاليا
- بابوا غينيا الجديدة
- باراغواي
- باكستان
- البحرين
- البرازيل
- البرتغال
- بروناي
- بلجيكا
- بلغاريا
- بنغلاديش
- بوتان
- بوتسوانا
- البوسنة والهرسك
- بولندا
- تانزانيا
- تايلاند
- التشيك
- تركيا
- تونس
- تيمور الشرقية
- الجبل الأسود
- جبل طارق
- جرينلاند
- الجزائر
- جزر فارو
- جزر فوكلاند
- جزر الكناري
- جزر المالديف
- جزيرة مان
- جنوب أفريقيا
- جنوب السودان
- جورجيا
- جيرزي
- الدنمارك
- الرأس الأخضر
- رومانيا
- روسيا البيضاء
- زامبيا
- زيمبابوي
- سان مارينو
- ساو تومي وبرينسيب
- سريلانكا
- سلوفاكيا
- سلوفينيا
- السعودية
- سنغافورة
- سوازيلاند
- السودان
- سوريا
- السويد
- سويسرا
- سيشل
- سيراليون
- صربيا
- الصومال
- الصين
- العراق
- عمان
- غامبيا
- غيرنزي
- غينيا
- غينيا بيساو
- الفاتيكان
- فرنسا (مع تلفاز بال-سيكام)
- فلسطين
- فنلندا
- فيتنام
- قبرص
- قطر
- الكاميرون
- كرواتيا
- كمبوديا
- الكويت
- كينيا
- لاتفيا
- لاوس
- لبنان
- لوكسمبورغ
- ليبيا
- ليبيريا
- ليتوانيا
- ليختنشتاين
- ليسوتو
- ماديرا
- ماكاو
- مالاوي
- مالطا
- ماليزيا
- المجر
- مصر
- المغرب
- مقدونيا
- المملكة المتحدة (تتضمن أكروتيري وديهيكليا ولكن تستخدمان نفس علم المملكة المتحدة)
- موزمبيق
- مولدافيا
- موناكو
- ناميبيا
- النرويج
- النمسا
- نيبال
- نيجيريا
- نيوزيلندا
- الهند
- هونغ كونغ
- هولندا
- اليمن
- اليونان

## عمليات 60 هرتز
أثناء منتصف تسعينيات القرن العشرين، ممارسة تعديل المنصات مثل سوبر ن.إ.س و‌ميجا درايف للسماح بعمليات 60 هرتز أصبحت شائعة بين لاعبي ألعاب البال، بسبب زيادة أجهزة تلفاز إن تي إس سي/60 هرتز الأكفئ من بال ونسبيًا الطبيعة البسيطة للتعديلات. ابتداءً من الجيل الخامس للمنصات، والتي قدمت معدات أقوى ورسوم ثلاثية الأبعاد، أصبح للمطورين القدرة على الإخراج بأبعاد بال كاملة بدون حدود أو تمديد، برغم أن الألعاب تعمل أبطئ وجميعها يعمل بتردد 50 هرتز. ابتداءً من دريم كاست واستمرارًا للجيل السادس للمنصات، بدأ المطورون في إدخال أنظمة بال60 في ألعابهم. الألعاب التي تعمل ببال60 تُنتَج بنفس نظام تشفير الألوان لإشار بال بتردد 50 هرتز، ولكن بأبعاد إن تي إس ومعدل مجال 60 هرتز، موفرةً تجربة لعب لنظرائه الإن تي إس سي، ولكن بعض الألعاب مثل تيكن 4 و‌تيكن 5، ستستخدم في الحقيقة نمط ألوان إن تي إس سي عندما تعمل على نمط 60 هرتز؛ هذه الألعاب ستظهر بالأبيض والأسود في أجهزة التلفاز التي تعمل ببال فقط.